# Maria Antonia Vallejo Fernández
Maria Antonia Vallejo y Fernández (Motril, Granada, 9 de març de 1750 - Madrid, 10 de juny de 1787) va ser una cançonetista de cuplets, cantaora i bailaora de flamenc.
Era coneguda amb el nom artístic de María Antonia Fernández La Caramba per la seva característica exclamació ¡Caramba! amb què concloïa les seves tonadilles a l'època en què es va traslladar a Madrid. El seu pentinat en forma de trossa ornamentat amb cintes de colors brillants es va popularitzar també amb el nom de caramba. Es va casar l'any 1781, amb Agustín Sauminque, però ben aviat el va deixar i va tornar als escenaris.